# Cedar Hill (Tennessee)
Pour les articles homonymes, voir Cedar Hill.
Cedar Hill est une municipalité américaine située dans le comté de Robertson au Tennessee.
Selon le recensement de 2010, Cedar Hill compte 314 habitants. La municipalité s'étend alors sur une superficie de 0,69 mille carré (1,79 km2).
La localité doit son nom à ses collines (en anglais : hills) recouvertes de cèdres (en anglais : cedars). Cedar Hill devient une municipalité en 1963.